# Юрченко Анатолій Васильович
Анато́лій Васи́льович Ю́рченко (1977—2023) — український військовослужбовець, учасник російсько-української війни.

## Життєпис
Народився 26 червня 1977 в селі Малі Бубни Сумської області. Після здобуття середньої освіти вступив на навчання в Кременчуцький льотний коледж цивільної авіації, де склав військову присягу та отримав офіцерське звання. У 1999 році одружився, жив із сім'єю в місті Ромни. До повномасштабного вторгнення працював у ПАТ «Укрнафта».
Після повномасштабного вторгнення долучився до лав 115-ї окремої механізованої бригади Збройних Сил України. Заступник командира 2-ї механізованої роти 3-го механізованого батальйону військової частини А 4350.
Загинув 10 грудня 2023 року поблизу села Синьківка на Харківщині
Без Андрія лишилися дружина і син.
Похований 21 грудня 2023 року в Малих Бубнах.

## Нагороди
- Орден «За мужність» III ступеня[2].